# Eburodacrys sanguinipes
Eburodacrys sanguinipes là một loài bọ cánh cứng trong họ Cerambycidae.